# Высоково (Рыбинский район)
Высоково — деревня Арефинского сельского поселения Рыбинского района Ярославской области.
Деревня стоит на левом высоком, выше 20 м берегу реки Ухра, выше по течению и к югу от центра сельского поселения села Арефино на расстоянии около 5 км. Река около деревни описывает излучину в южном направлении, деревня стоит на внешней стороне этой излучины. Ниже по течению, на расстоянии около 2 км от Высоково стоит деревня Крутогорово. Через Крутогорово и Высоково проходит дорога, связывающая с Арефино деревни, стоящие на левом берегу Ухры, следующая деревня на этой дороге вверх по течению Спас-Ухра стоит на расстоянии около 2 км к востоку от Высоково. В юго-восточном направлении от Высоково идёт дорога длиной около 3 км к Ананьино. К западу и юго-западу от Высоково обширный лесной массив, бассейн левого притоков Ухры: Дектярки и нескольких безымянных ручьёв.
Деревня Высокая обозначена на плане Генерального межевания Рыбинского уезда 1792 года.
На 1 января 2007 года в деревне Высоково числилось 10 постоянных жителей. Почтовое отделение, расположенное в деревне Ананьино, обслуживает в деревне Высоково 16 домов .